# エルゴ・アリーナ
エルゴ・アリーナ（Ergo Arena、別名：ハラ・ソポト＝グダニスク、Hala Sopot-Gdańsk）は、ポーランドのポモージェ県にある、2010年に開館した多目的アリーナ。

## 概要
ソポトとグダニスクの2つの都市の中間に位置し、ホールのちょうど中央を両市の境界が通っている。スポーツイベントでは11,409人を、コンサートでは立見席を含めて15,000人を収容できる。
2010年11月26日にレディー・ガガがThe Monster Ball Tourで、セミ・プレシャス・ウェポンズ（Semi Precious Weapons）とともにエルゴ・アリーナでライブを行い、12,000人超の観客が集まった。これは、エルゴ・アリーナで行われた最初の大型イベントであった。
スポーツイベントでは、2013年バレーボール男子欧州選手権、2014年世界室内陸上競技選手権大会、2014年バレーボール男子世界選手権が開催された。

## ギャラリー

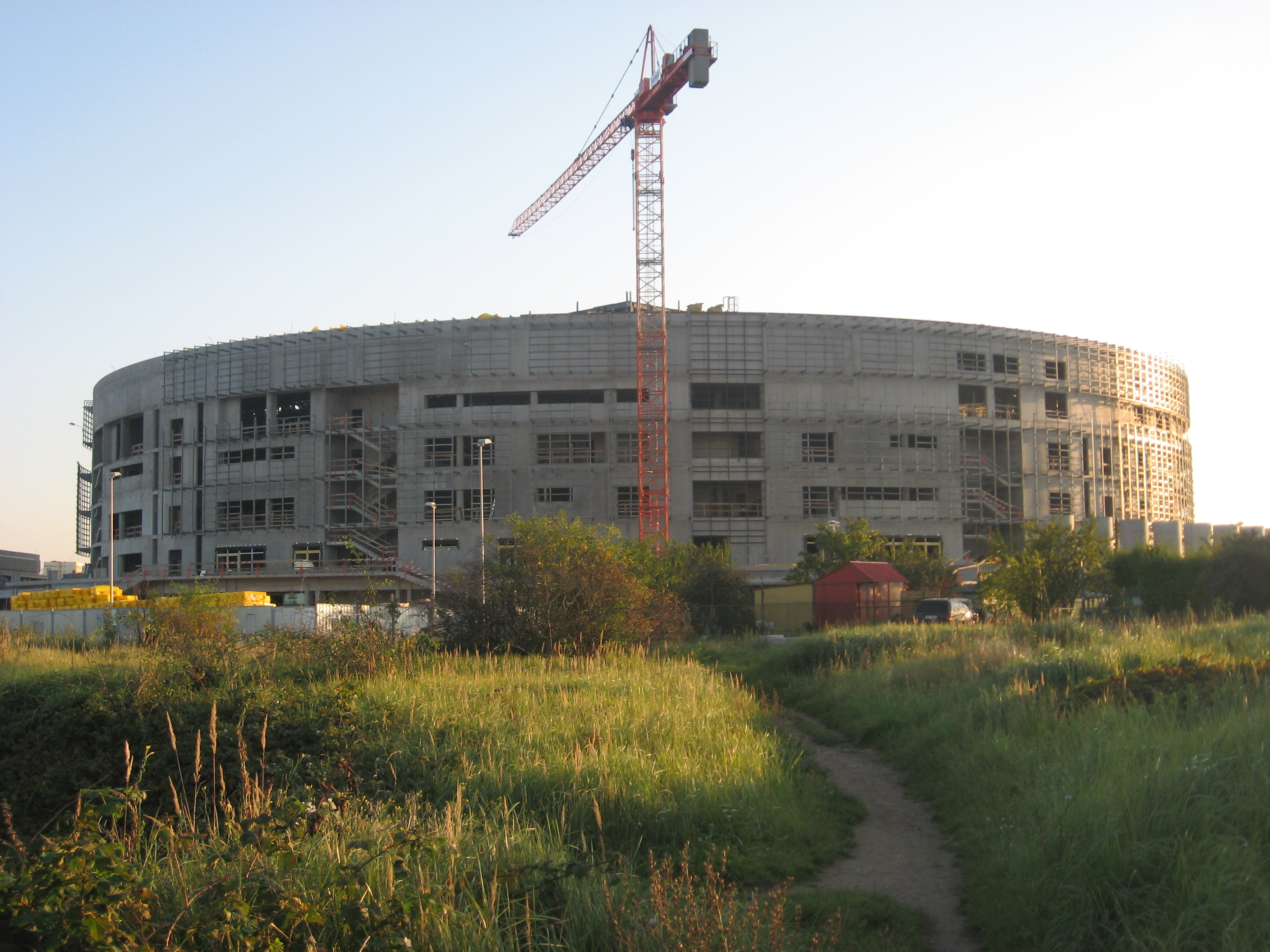
建設中のアリーナ（2008年9月）
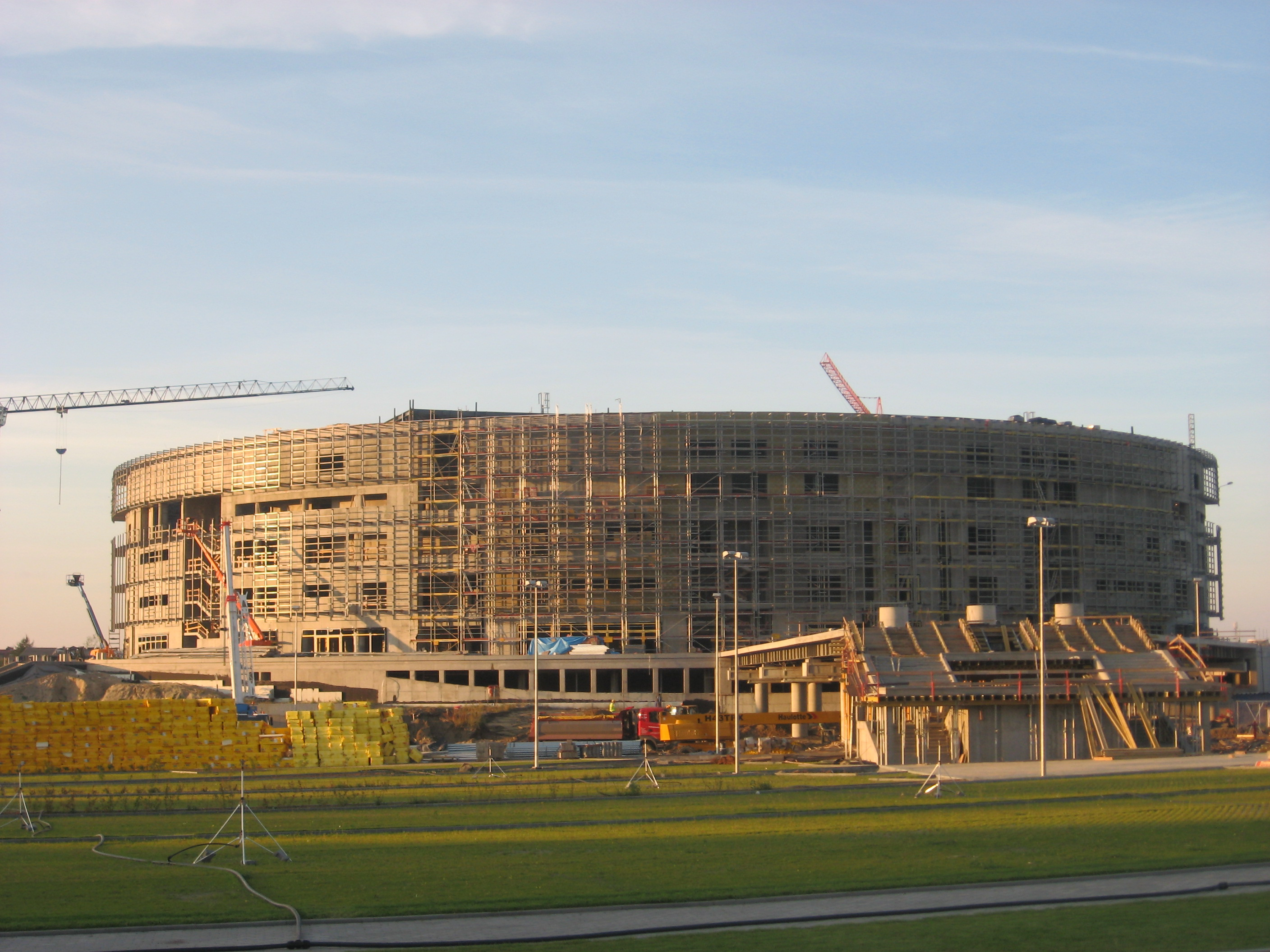
建設中のアリーナ（2008年9月）
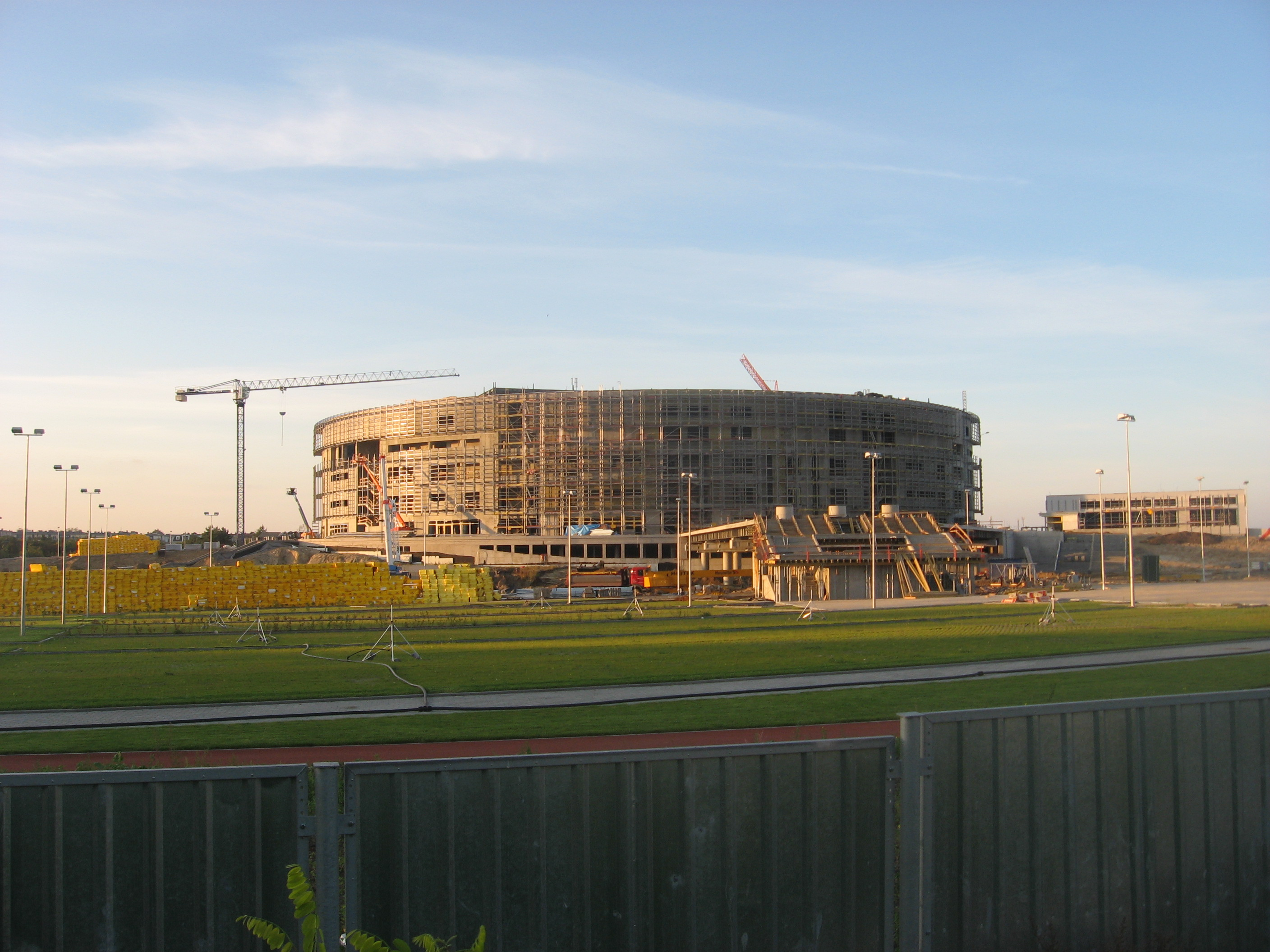
建設中のアリーナ（2008年9月）
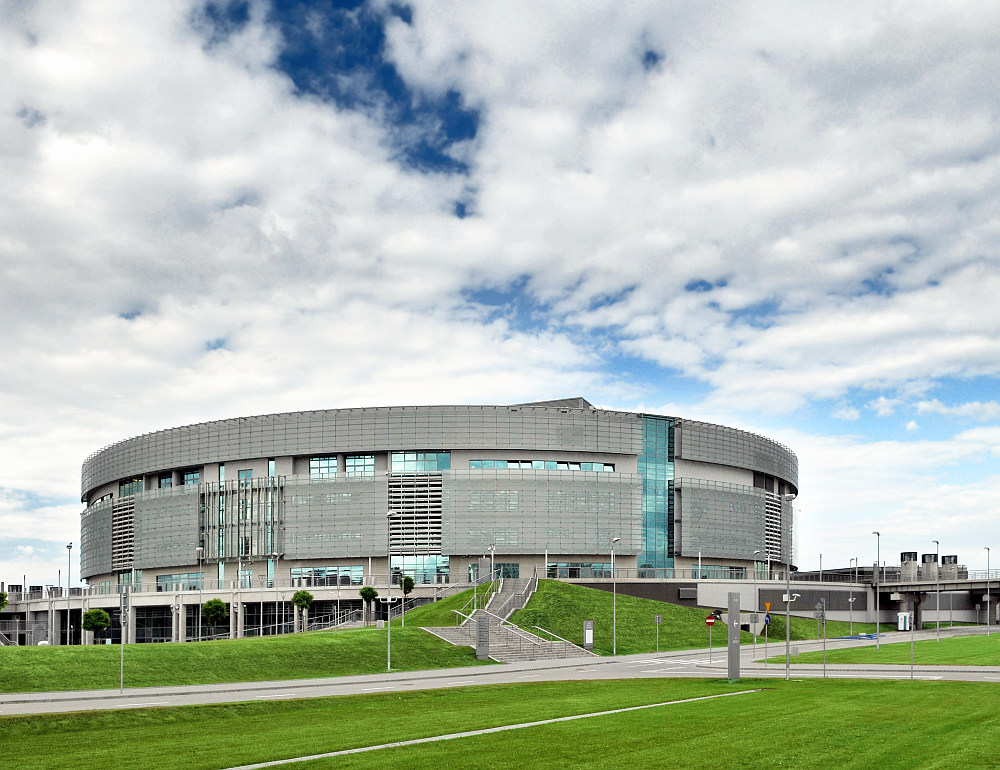
完成したアリーナ（2010年6月）
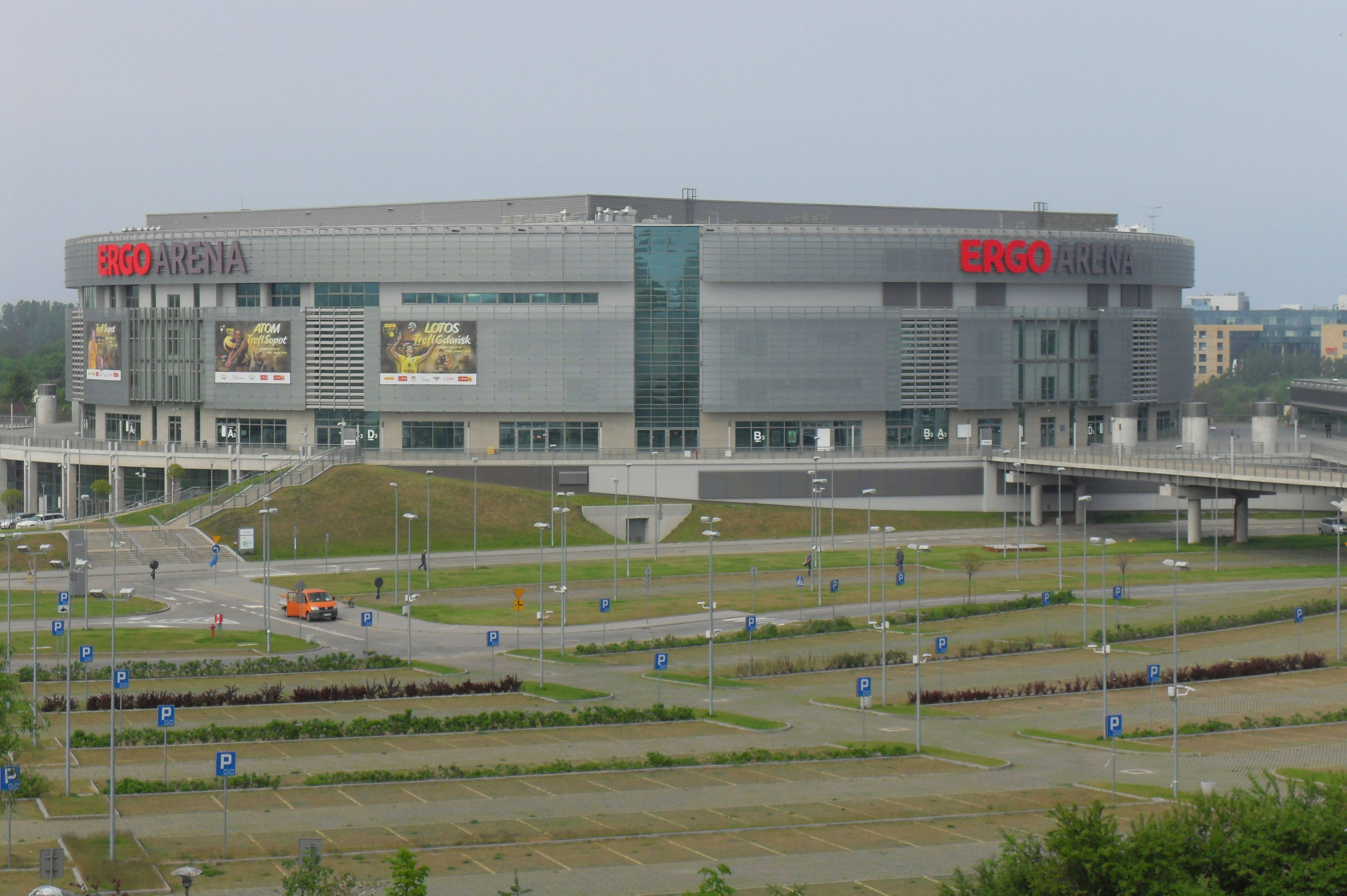
アリーナと駐輪場（2011年5月）
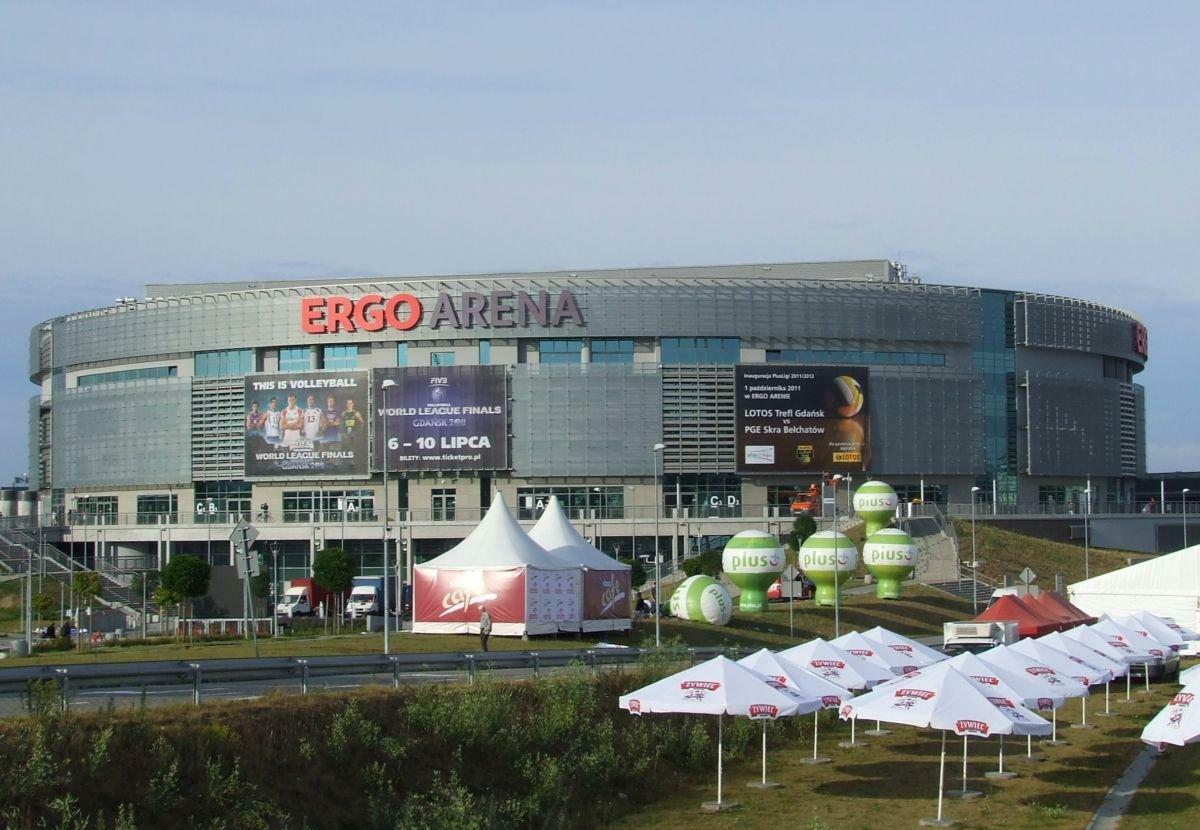
イベント開催中のアリーナ（2011年7月）